# Az Északi Tanács Irodalmi Díja
Az Északi Tanács Irodalmi Díja egy évente kiosztott elismerés, amelyet egy észak-európai ország (az Északi Tanács valamelyik tagállamának) nyelvén (valamilyen skandináv vagy finn nyelven) írott irodalmi művekért ítélnek oda. A díjazott mű lehet regény, dráma, verseskötet, novella- vagy esszégyűjtemény, vagy bármilyen más irodalmi mű.
A díjat az Északi Tanács alapította. Célja, hogy felkeltse az érdeklődést a szomszédos államok irodalma iránt. A díj 350 000 dán korona pénzjutalommal jár.

## Díjazottak

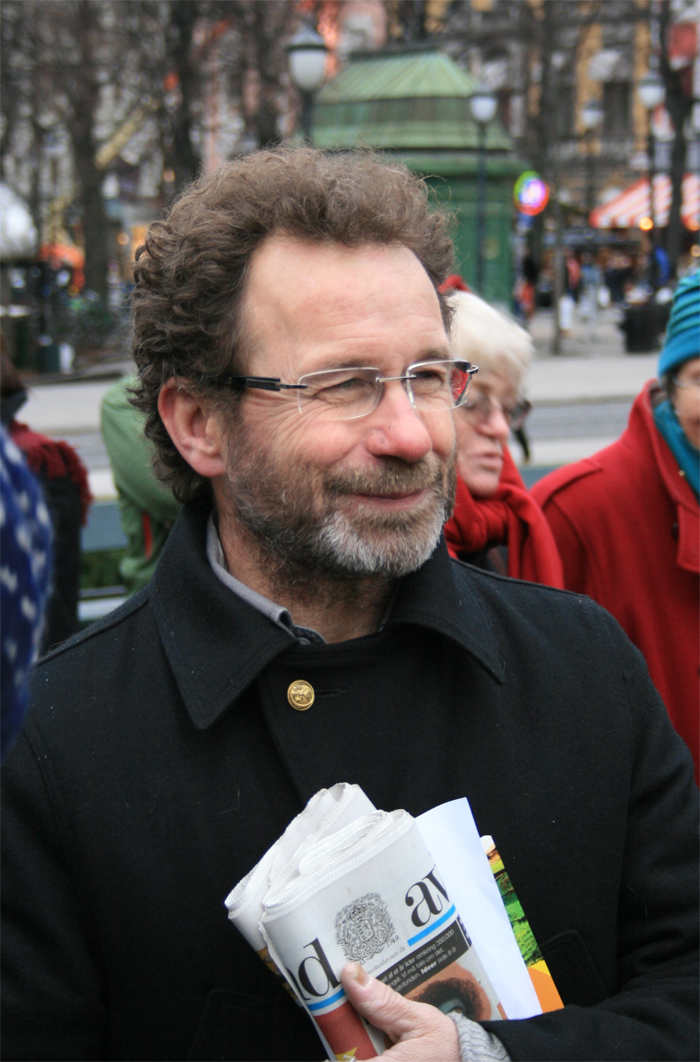
Per Petterson, 2009

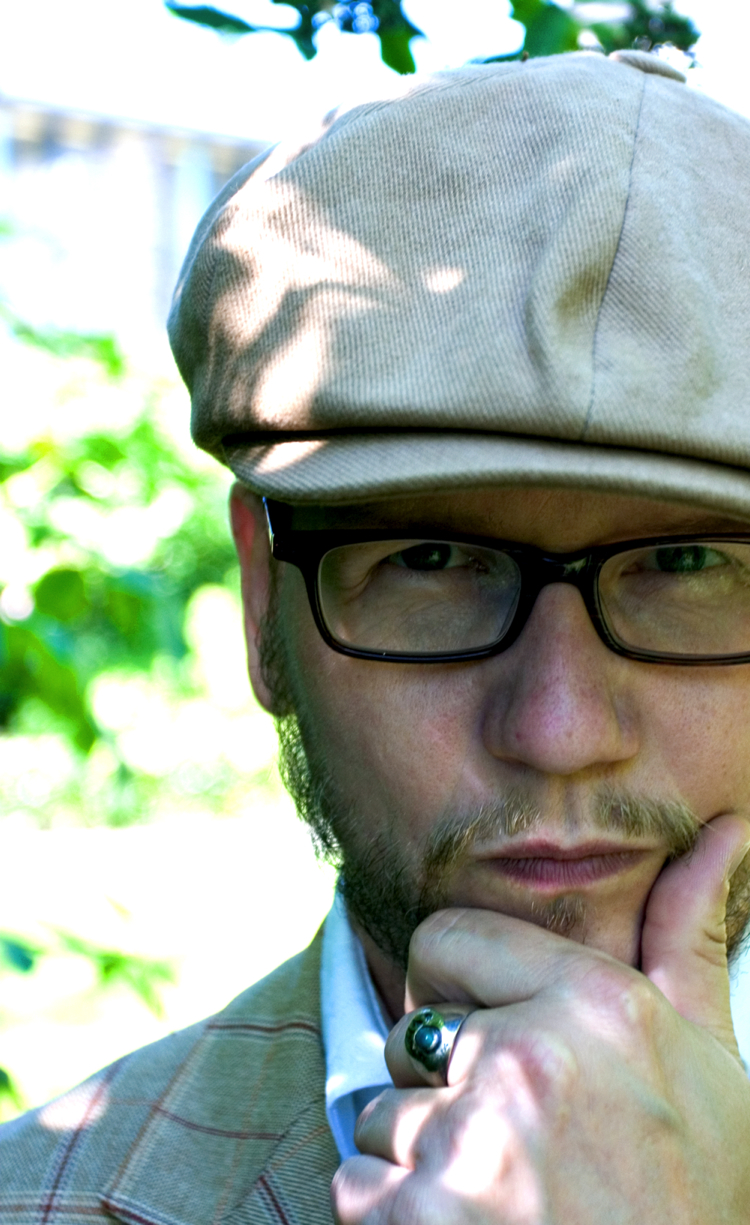
Sjón, 2005

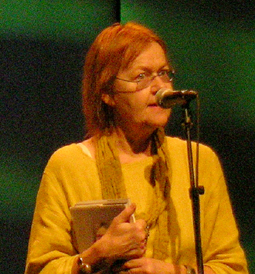
Tua Forsström, 1998

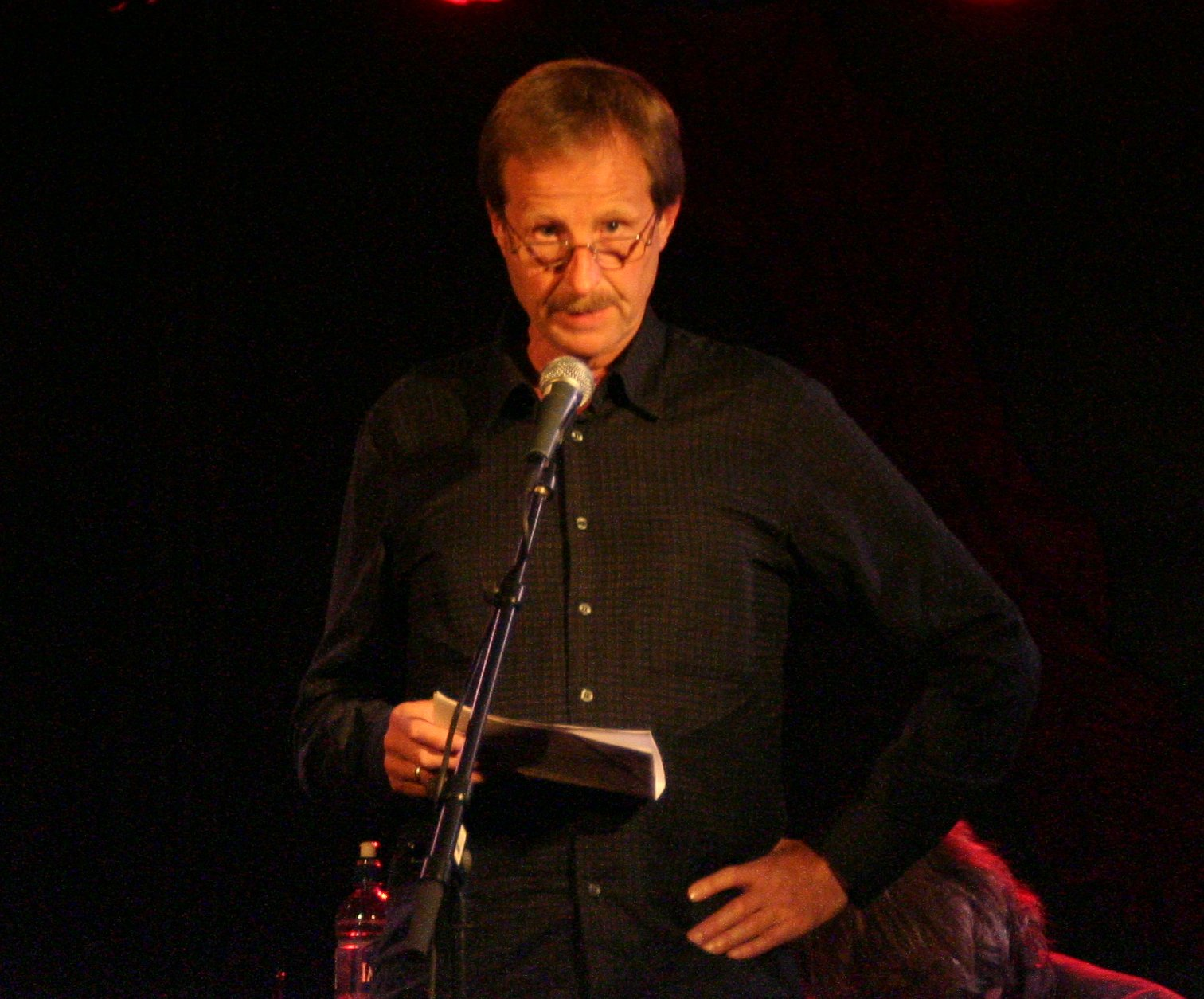
Kjartan Fløgstad, 1978

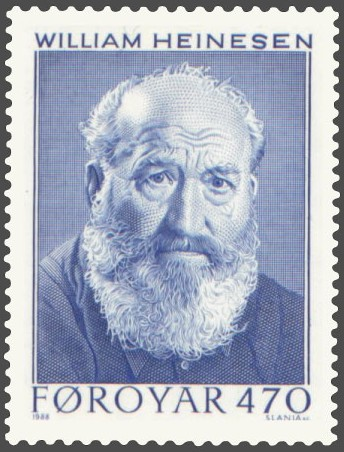
William Heinesen, 1965

Az eddigi díjazottak:
| Év   | Díjazott                          | Mű címe                                       | Ország     |
| ---- | --------------------------------- | --------------------------------------------- | ---------- |
| 2024 | Niels Fredrik Dahl                | Fars rygg                                     | Norvégia   |
| 2023 | Joanna Rubin Dranger              | Ihågkom oss till liv                          | Svédország |
| 2022 | Solvej Balle                      | Om udregning af rumfang I, II og III          | Dánia      |
| 2021 | Niviaq Korneliussen               | Naasuliardarpi                                | Grönland   |
| 2020 | Monika Fagerholm                  | Vem dödade Bambi? (svéd nyelvű)               | Finnország |
| 2019 | Jonas Eika                        | Efter solen                                   | Dánia      |
| 2018 | Auður Ava Ólafsdóttir             | Ör                                            | Izland     |
| 2017 | Kirsten Thorup                    | Erindring om kærligheden                      | Dánia      |
| 2016 | Katarina Frostenson               | Sånger och formler                            | Svédország |
| 2015 | Jon Fosse                         | Andvake, Olavs draumar and Kveldsvævd         | Norvégia   |
| 2014 | Kjell Westö                       | Hägring 38 (Délibáb)                          | Finnország |
| 2013 | Kim Leine                         | Profeterne i Evighedsfjorden                  | Dánia      |
| 2012 | Merethe Lindstrøm                 | Dager i stillhetens historie                  | Norvégia   |
| 2011 | Gydir Elíasson                    | Milli trján (Fák között)                      | Dánia      |
| 2010 | Sofi Oksanen                      | Puhdistus                                     | Finnország |
| 2009 | Per Petterson                     | Jeg forbanner tidens elv                      | Norvégia   |
| 2008 | Naja Marie Aidt                   | Bavian                                        | Dánia      |
| 2007 | Sara Stridsberg                   | Drömfakulteten                                | Svédország |
| 2006 | Göran Sonnevi                     | Oceanen                                       | Svédország |
| 2005 | Sjón (Sigurjón Birgir Sigurðsson) | Skugga-Baldur                                 | Izland     |
| 2004 | Kari Hotakainen                   | Juoksuhaudantie                               | Finnország |
| 2003 | Eva Ström                         | Revbensstäderna                               | Svédország |
| 2002 | Lars Saabye Christensen           | Halvbroren                                    | Norvégia   |
| 2001 | Jan Kjærstad                      | Oppdageren                                    | Norvégia   |
| 2000 | Henrik Nordbrandt                 | Drømmebroer                                   | Dánia      |
| 1999 | Pia Tafdrup                       | Dronningeporten                               | Dánia      |
| 1998 | Tua Forsström                     | Efter att ha tillbringat en natt bland hästar | Finnország |
| 1997 | Dorrit Willumsen                  | Bang. En roman om Herman Bang                 | Dánia      |
| 1996 | Øystein Lønn                      | Hva skal vi gjøre i dag og andre noveller     | Norvégia   |
| 1995 | Einar Már Guðmundsson             | Englar alheimsins                             | Izland     |
| 1994 | Kerstin Ekman                     | Händelser vid vatten                          | Svédország |
| 1993 | Peer Hultberg                     | Byen og Verden                                | Dánia      |
| 1992 | Fríða Á. Sigurðardóttir           | Meðan nóttin liður                            | Izland     |
| 1991 | Nils-Aslak Valkeapää              | Beaivi, áhcázan                               | Finnország |
| 1990 | Tomas Tranströmer                 | För levande och döda                          | Svédország |
| 1989 | Dag Solstad                       | Roman 1987                                    | Norvégia   |
| 1988 | Thor Vilhjálmsson                 | Grámosinn Glóir                               | Izland     |
| 1987 | Herbjørg Wassmo                   | Hudløs himmel                                 | Norvégia   |
| 1986 | Rói Patursson                     | Likasum                                       | Feröer     |
| 1985 | Antti Tuuri                       | Pohjanmaa                                     | Finnország |
| 1984 | Göran Tunström                    | Juloratoriet                                  | Svédország |
| 1983 | Peter Seeberg                     | Om fjorten dage                               | Dánia      |
| 1982 | Sven Delblanc                     | Samuels bok                                   | Svédország |
| 1981 | Snorri Hjartarson                 | Hauströkkrið yfir mér                         | Izland     |
| 1980 | Sara Lidman                       | Vredens barn                                  | Svédország |
| 1979 | Ivar Lo-Johansson                 | Pubertet                                      | Svédország |
| 1978 | Kjartan Fløgstad                  | Dalen Portland                                | Norvégia   |
| 1977 | Bo Carpelan                       | I de mörka rummen, i de ljusa                 | Finnország |
| 1976 | Ólafur Jóhann Sigurðsson          | Að laufferjum og Að brunnum                   | Izland     |
| 1975 | Hannu Salama                      | Siinä näkijä missä tekijä                     | Finnország |
| 1974 | Villy Sørensen                    | Uden mål - og med                             | Dánia      |
| 1973 | Veijo Meri                        | Kersantin poika                               | Finnország |
| 1972 | Karl Vennberg                     | Sju ord på tunnelbanan                        | Svédország |
| 1971 | Thorkild Hansen                   | Slavernes øer                                 | Dánia      |
| 1970 | Klaus Rifbjerg                    | Anna, jeg, Anna                               | Dánia      |
| 1969 | Per Olov Enquist                  | Legionärerna                                  | Svédország |
| 1968 | Per Olof Sundman                  | Ingenjör Andrées luftfärd                     | Svédország |
| 1967 | Johan Borgen                      | Nye noveller                                  | Norvégia   |
| 1966 | Gunnar Ekelöf                     | Diwán över Fursten av Emgión                  | Svédország |
| 1965 | Megosztva: William Heinesen       | Det gode Håb                                  | Feröer     |
| 1965 | Megosztva: Olof Lagercrantz       | Från Helvetet till Paradiset                  | Svédország |
| 1964 | Tarjei Vesaas                     | Is-slottet                                    | Norvégia   |
| 1963 | Väinö Linna                       | Täällä Pohjantähden alla 3                    | Finnország |
| 1962 | Eyvind Johnson                    | Hans nådes tid                                | Svédország |